# Nyári Irén
Nyári Irén (Császár, 1958. szeptember 28. −) magyarországi cigány festőművész.

## Pályafutása
Szüleinek korai halála miatt nevelőszülőkhöz került. Szembetegsége miatt nyugdíjazásáig betanított munkásként dolgozott. Harmincéves korában fedezték fel rajztehetségét. Az oroszlányi képzőművészeti kör vezetője, Zámbó Kornél segítette Nyári első lépéseit a festészet felé, gyermekkori emlékeinek felidézésére biztatta, Buda Konstantin pedig a cigány világ megfestésére ösztönözte. 1990 óta kiállító művész, első alkalommal az oroszlányi polgármesteri hivatalban mutatta be alkotásait, a továbbiakban is Oroszlány szinte minden évben lehetőséget biztosít Nyári Irén újabb alkotásainak kiállítására. Munkáival Budapestre is eljutott a Balázs János Galériába, a Fészek Művészklubba, a Néprajzi Múzeumba és Magyarország több Budapesten kívüli városába, köztük Celldömölkre, Dorogra, Kecskédre. Eljutott képeivel külföldre is, Németországba, Ausztriába. Bekapcsolódott a Cigány Ház alkotótáborainak munkájába és azok csoportos kiállításaiba. Több képe szakrális csoportos kiállításokon szerepelt. A 2009-es Cigány festészet című reprezentatív albumba tizenhárom olajfestményét válogatták be. Műfaját tekintve tájképeket, életképeket, vallási képeket és csendéleteket fest.

## A 2009-es Cigány festészet című albumba beválogatott képei

### Tájképek
- Balatoni part (olaj, vászon, 50x30 cm, 2003)
- Téli táj (olaj, vászon, 50x30 cm, 2003)
- A remény fája (olaj, farost, 50x30 cm, 2006)

### Zsánerképek
- Mulatság a jégen (olaj, farost, 118x57 cm, 2001)
- Karácsony (olaj, farost, 65x50 cm, 1993)
- Rőzsegyűjtés szánkóval (olaj, farost, 60x80 cm, 1997)
- Este otthon (olaj, farost, 50x62 cm, 1992)
- Mire futja (olaj, farost, 60x80 cm, 2005)

### Szakrális képek
- Jézus születése (olaj, farost, 120x72 cm, 2004)
- Madonna (olaj, farost, 56x65 cm, 1999)

### Csendéletek
- Virágcsendélet (olaj, farost, 60x80 cm, 2000)
- Csendélet könyvvel, gyertyával (olaj, farost, 36x44 cm, 1999)
- Csendélet (olaj, farost, 50x70 cm, 2009)[1]